# Hou toch van mij
«Hou toch van mij» (en español: «Ámame») es una canción compuesta por Hans Flower e interpretada en neerlandés por Bob Benny. Se lanzó como sencillo en 1959 mediante Philips Records. Fue elegida para representar a Bélgica en el Festival de la Canción de Eurovisión de 1959 tras ganar la final nacional belga, Grote prijs van het Eurovisielied.

## Festival de la Canción de Eurovisión 1959

### Selección
«Hou toch van mij» calificó para representar a Bélgica en el Festival de la Canción de Eurovisión 1959 tras ganar la final nacional belga, Grote prijs van het Eurovisielied.

### En el festival
La canción participó en el festival celebrado en el Palacio de Festivales y Congresos de Cannes el 11 de marzo de 1959, siendo interpretada por el cantante belga Bob Benny. La orquesta fue dirigida por Francis Bay.
Fue interpretada en 11.º lugar, siguiendo al Reino Unido con Pearl Carr y Teddy Johnson interpretando «Sing Little Birdie». Al final de las votaciones, la canción recibió 9 puntos, obteniendo el sexto puesto de 11 junto a Italia.